# Pasta de tomate

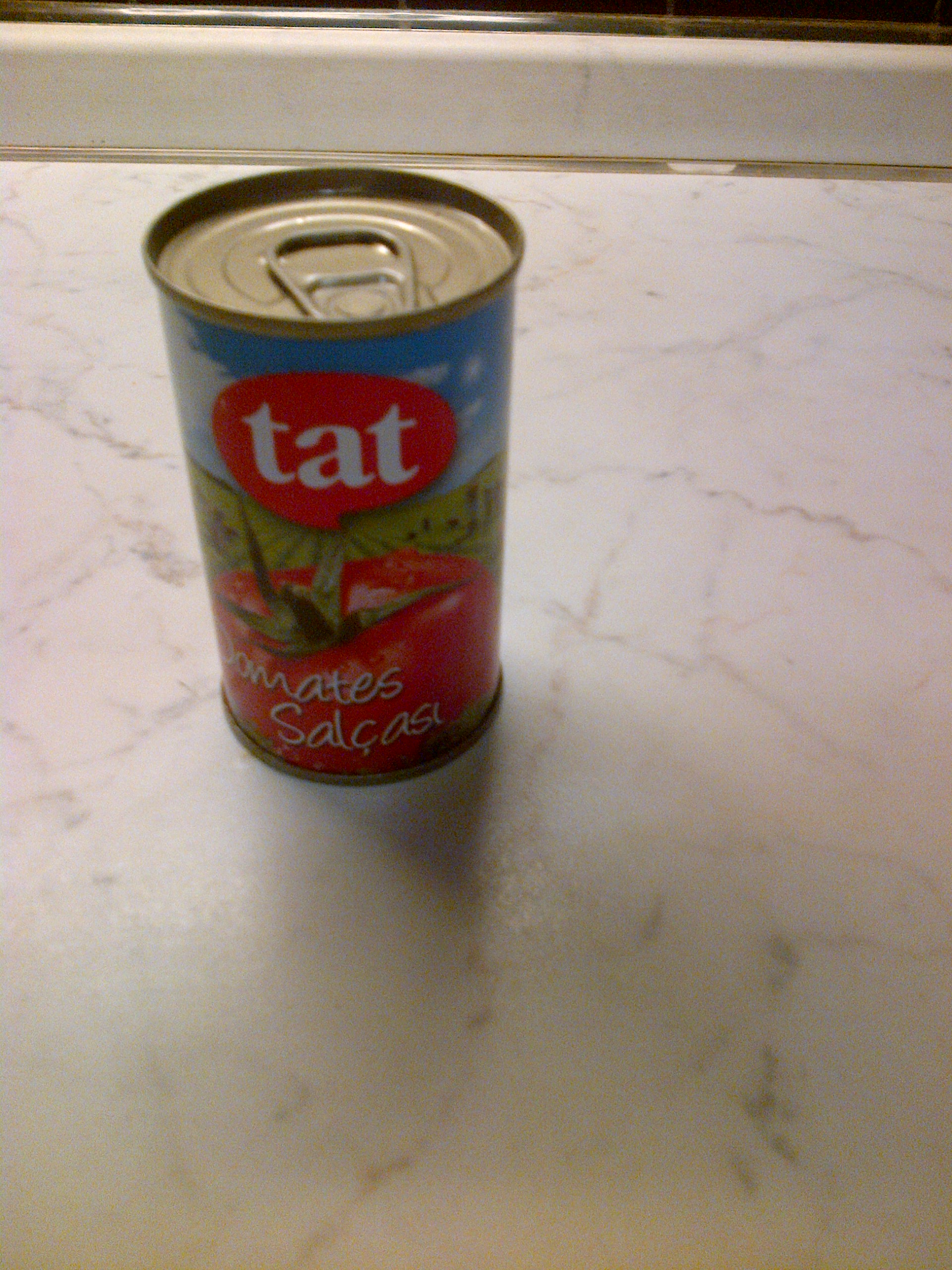
Pasta de tomate en lata.

La pasta de tomate es un concentrado de tomate a la que se le ha quitado tanto la piel como las semillas y que posee una textura final en forma de pasta de color rojo. Dependiendo de las condiciones de manufactura se puede emplear para la elaboración del kétchup o diluir para acabar haciendo un zumo de tomate. El empleo culinario más popular es en la elaboración de la salsa de la pizza que se extiende sobre la base de las mismas, pero de la que se hace uso de pequeñas cantidades. La forma más común de comercialización es mediante latas de conserva o en tubo de pasta. Tienen la ventaja de poder soportar periodos largos de conserva, superiores a otros productos enlatados del tomate.
Viene en dos presentaciones: simple concentrado, de consistencia un poco fluida llamado también puré de tomate y doble concentrado, de consistencia pastosa casi sólida llamada pasta de tomate propiamente dicha. Esta última es empleada mayormente en la elaboración de guisos y salsas, así como forma parte de la elaboración del ketchup.